# Corrida Aérea de Londres para Manchester de 1910

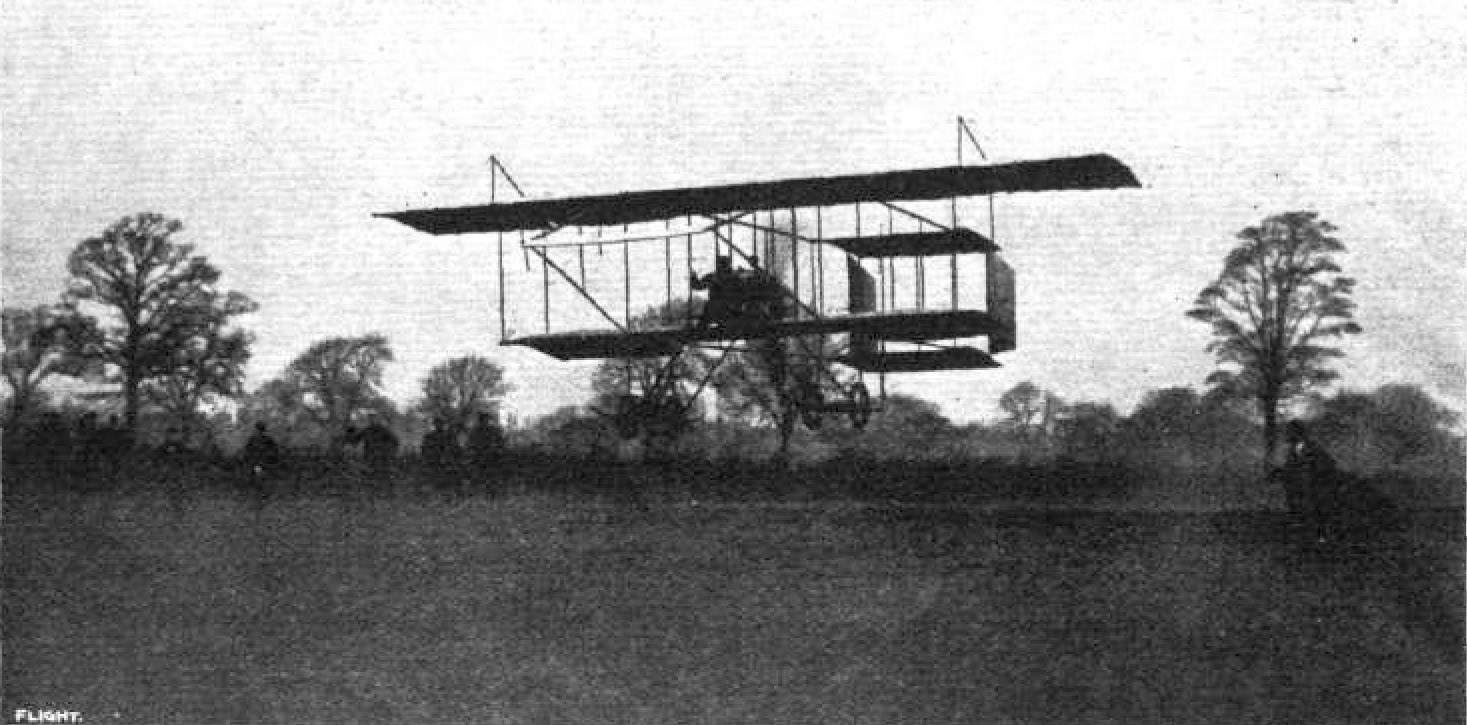
Paulhan pousando seu biplano Farman III em Didsbury para vencer a corrida.

Corrida Aérea de Londres para Manchester de 1910 ocorreu entre dois aviadores, que disputavam uma corrida aérea proposta pelo periódico Daily Mail em 1906, entre Londres e Manchester. O prêmio de dez mil libras esterlinas foi dado ao francês Louis Paulhan em abril de 1910.
O primeiro a disputar foi Claude Grahame-White, natural de Hampshire. Decolou de Londres em 23 de abril de 1910 e fez sua primeira parada na cidade de Rugby. O avião sofreu problemas no motor, obrigando-o a pousar novamente, próximo a Lichfield. Os ventos fortes impossibilitaram a continuidade do voo, além de que o avião sofreu outros danos em solo quando tombou, devido à intensidade dos ventos.
Enquanto o avião de Grahame-White estava sendo consertado em Londres, Paulhan decolou no dia 27 de abril, indo para Lichfield. Algumas horas depois, Grahame-White foi informado da partida de Paulhan e imediatamente decolou. Na manhã seguinte, depois de uma decolagem noturna, ele quase alcançou Paulhan, mas seu avião estava com excesso de peso e ele foi forçado a desistir. Paulhan chegou a Manchester no início do dia 28 de abril, ganhando o desafio. Ambos os aviadores celebraram sua vitória em um almoço realizado no Hotel Savoy, em Londres.
O evento marcou a primeira corrida de avião de longa distância na Inglaterra, a primeira decolagem de um avião durante a noite e o primeiro voo de avião em Manchester. Paulhan repetiu a viagem em abril de 1950, durante o quadragésimo aniversário do voo original, mas desta vez como passageiro a bordo de um jato britânico.

## História
Em 17 de novembro de 1906, o periódico Daily Mail ofereceu um prêmio de dez mil libras para o primeiro aviador que pilotasse as 185 milhas (298 quilômetros) entre Londres e Manchester, com apenas duas paradas e em menos de 24 horas. A decolagem e o pouso deveriam ser em locais com, no máximo, cinco quilômetros de distância dos escritórios do periódico nestas cidades. O voo com um avião motorizado era algo relativamente novo na época, e os proprietários do jornal estavam interessados em estimular o crescimento desta indústria. Em 1908, eles já haviam oferecido mil libras para o primeiro voo pelo Canal da Mancha (vencido em 25 de julho de 1909 pelo aviador francês Louis Blériot) e para o primeiro voo circular de uma milha feito por um aviador britânico em um avião de fabricação britânica (vencido em 30 de outubro de 1909 pelo aviador inglês John Moore-Brabazon). Em 1910, dois homens aceitaram o desafio do periódico, um inglês, Claude Grahame-White, e um francês, Louis Paulhan.
Claude Grahame-White nasceu em 1879 na cidade de Hampshire, Inglaterra. Foi educado na Crondall House School em Farnham, e na Bedford Grammar School entre 1892 e 1896. Contratado por uma empresa de engenharia local, também trabalhou para seu tio Francis Willey. Iniciou seu próprio negócio de veículos motorizados em Bradford, antes de viajar para a África do Sul. Em 1909, inspirado no voo de Blériot sobre o Canal da Mancha, foi para a França para tornar-se piloto, e foi um dos primeiros pilotos certificados da Inglaterra. Também fundou uma escola de voo em Pau, mudando-se para a Inglaterra no mesmo ano.
Louis Paulhan nasceu em 1883 na cidade de Pézenas, sul da França. Depois de cumprir o serviço militar em Meudon, trabalhou como assistente de Ferdinand Ferber antes de ganhar um avião do modelo Voisin durante uma competição de projetos de aviões. Paulhan aprendeu a voar utilizando este avião e recebeu a certificação de piloto do Aéro Club de France em 17 de julho de 1907. Competiu em uma apresentação de voo em outubro de 1909 em Blackpool, e pouco tempo depois voou em uma exposição no circuito de Brooklands. Participou também de shows aéreos, incluindo diversos nos Estados Unidos e Douai, onde em julho de 1909, quebrou novos recordes de altitude e duração do voo.

### Primeira tentativa de Grahame-White

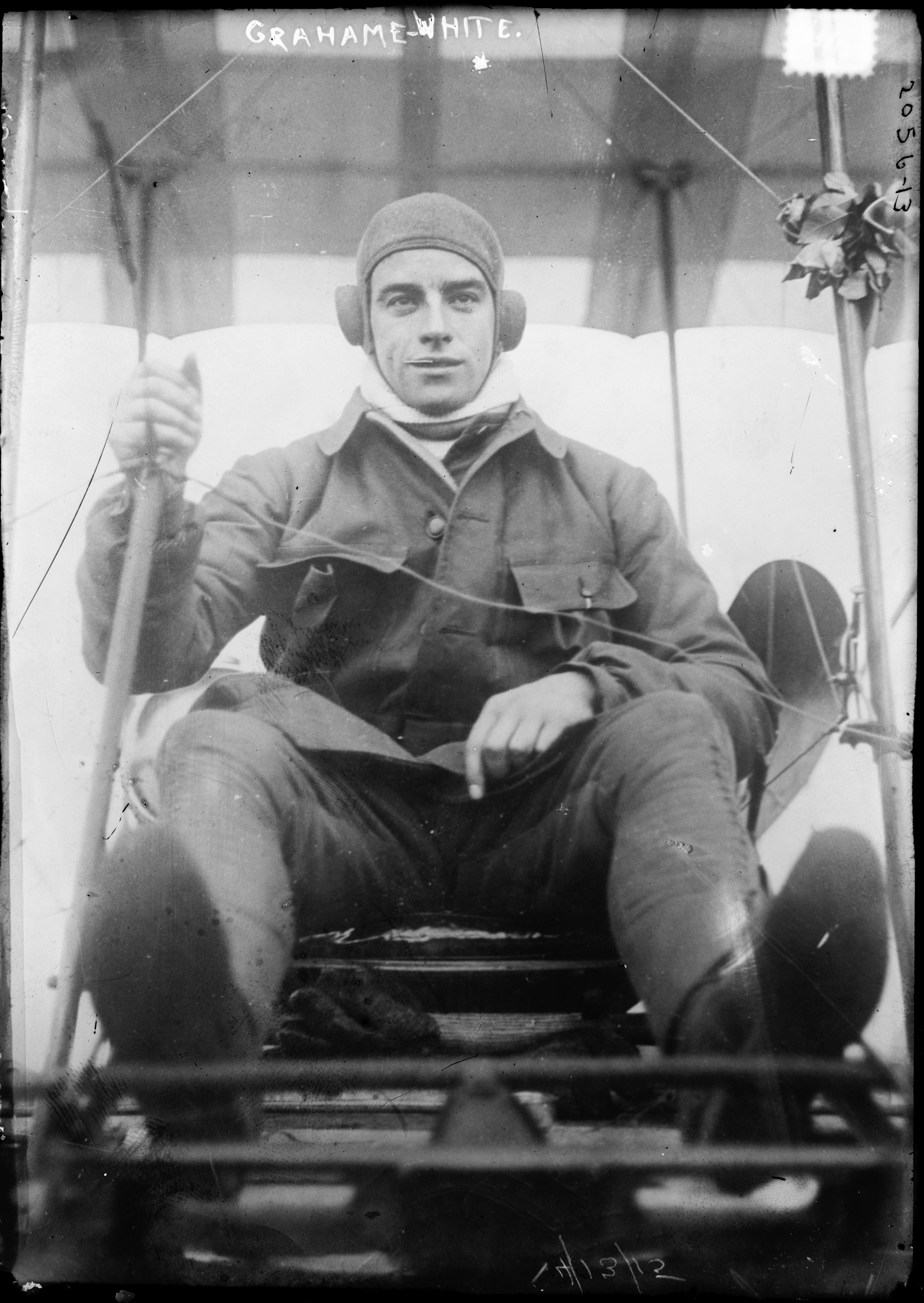
Claude Grahame-White (data não informada).

Claude Grahame-White foi o primeiro a disputar a jornada. Planejou decolar às 5h (UTC) de 23 de abril de 1910, próximo ao Hotel Plumes, no subúrbio londrino de Park Royal. Uma multidão de jornalistas e espectadores reuniu-se naquele local a partir das 4h, onde cerca de trezentas pessoas estavam presentes. O periódico The Times publicou que o céu estava claro e estrelado, e o clima era muito frio, pois havia uma leve geada. Grahame-White chegou às 4h30 e começou a preparar seu avião Farman III. O avião foi levado para o campo do quintal em que foi armazenado e foi dada partida ao motor giratório com sete cilindradas e cinquenta cavalos de força. Guiou o avião por cerca de sessenta jardas e decolou às 5h12, antes de alterar sua direção para começar o curso, em um gasômetro em Wormwood Scrubs, dentro do raio de cinco milhas de distância do escritório do Daily Mail em Londres.
Após uma passagem pelos espectadores, Grahame-White mudou a direção para noroeste em direção a Wembley. Sobre o gasômetro, Harold Perrin, secretário do Royal Aero Club, acenou uma bandeira para indicar o início do voo de Grahame-White. Às 5h35, o aviador passou por Watford e às 6h15 voou sobre Leighton Buzzard. Voou a uma altitude média de 400 pés (120 metros). Enquanto isso, Perrin e dois mecânicos da Gnome et Rhône, que forneceram o motor usado no avião, embarcaram em um carro e foram para Rugby. Ao longo do caminho, o carro perdeu o controle e caiu em um buraco. Um ocupante ficou gravemente ferido.

"Foi reportado que ele estava azul de frio e andou dolorosamente por alguns momentos. Ele tentou sorrir em resposta às saudações com as quais foi recebido. Suas mãos estavam entorpecidas e seus dentes estavam estalejando. Ele pediu comida e fogo, dizendo: Estou morrendo de fome. Lady Denbigh, que estava presente com Lord Denbigh, emprestou-lhe o agasalho para as mãos, e outra senhora colocou algumas peles em volta de seu pescoço."

Tradução da matéria do The Times (1910), informando a condição de Grahame-White após pousar em Rugby.
Grahame-White fez sua primeira parada em Rugby após as 7h15 da manhã. Um dos carros que partiram de Londres chegou cerca de dez minutos antes do pouso e seus mecânicos verificavam o avião. Grahame-White foi levado para perto da Gellings Farm, onde tomou café, comeu biscoitos e contou aos presentes sobre sua jornada. A velocidade média de Grahame-White foi estimada em mais de quarenta mph (64 km/h).
Decolou novamente às 8h25 da manhã, mas não conseguiu chegar na próxima parada programada em Crewe. Cerca de 30 milhas após Rugby, um problema com as válvulas de entrada do motor o forçou a pousar em um campo de Hademore, quatro milhas antes de Lichfield. Ao pousar, ele danificou um dos suportes do trem de pouso. Enquanto os reparos necessários estavam sendo feitos, Grahame-White almoçou e dormiu por algumas horas, sob cuidado de sua mãe, que havia chegado de carro. Enquanto isso, uma grande multidão de espectadores interessados se reuniram, e o fazendeiro proprietário do campo os acusou de invasão. Soldados de um quartel nas proximidades impediram o público de chegar próximo ao avião.
Quando o sol se pôs, o vento aumentou de intensidade e, às 19 horas, Grahame-White informou que os ventos fortes tornavam impossível qualquer voo. Ele decidiu tentar novamente às 3 horas da manhã, esperando chegar à Manchester às 5h15. Mas, às 3h30, abandonou a tentativa. Ordenou aos soldados que fixassem o avião no solo, mas suas instruções foram ignoradas. Na noite seguinte, após fortes ventos, o avião tombou e ficou gravemente danificado.

### Tentativa de Paulhan

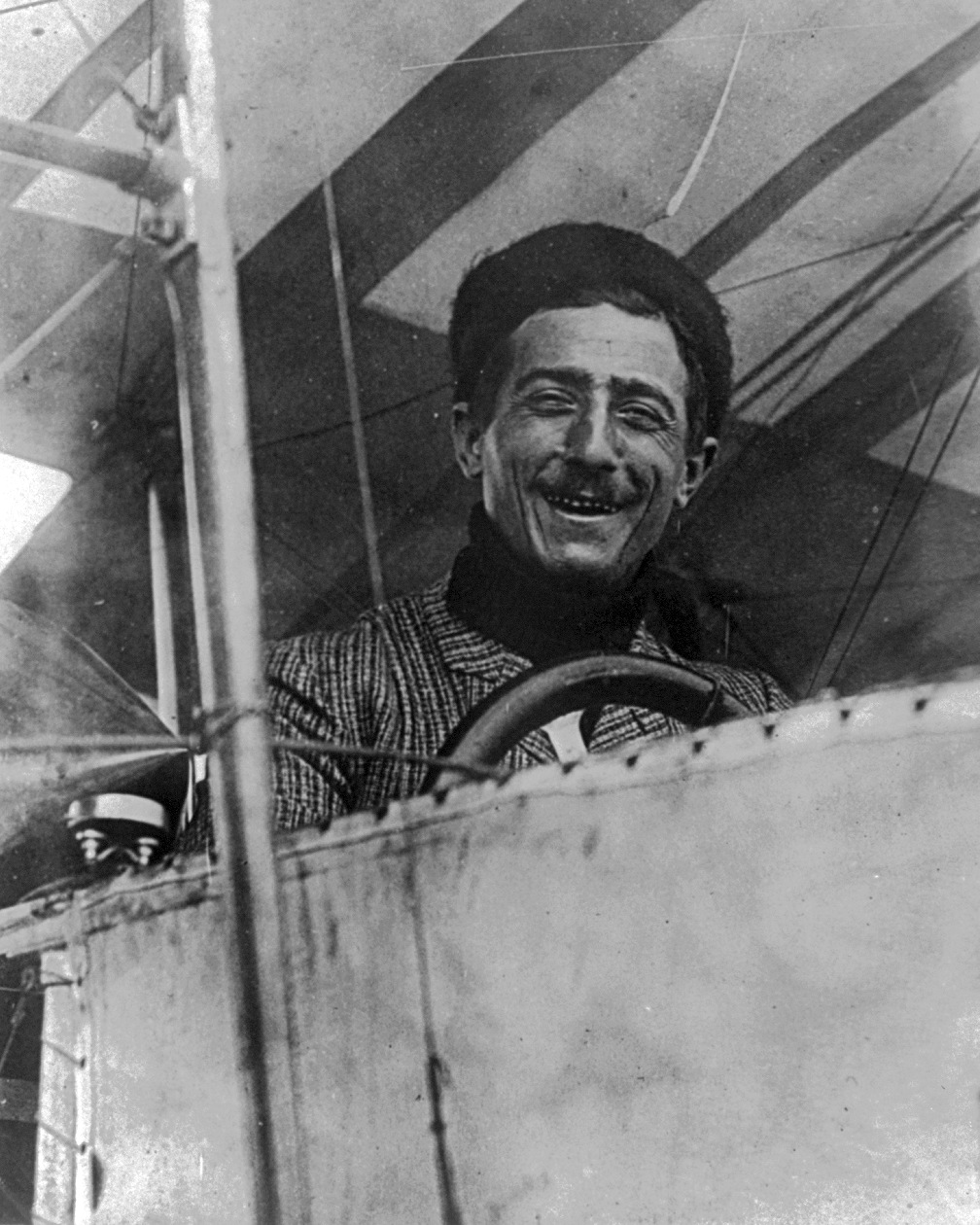
Louis Paulhan (1909).

O avião de Claude Grahame-White foi levado novamente a Londres e em 25 de abril estava sendo consertado no Wormwood Scrubs, no hangar do Daily Mail. Louis Paulhan chegou a Dover, onde realizou voos de exibição. Outro concorrente, Emile Dubonnet, também ingressou formalmente no concurso e deveria tentar realizar o voo alguns dias depois. Em 27 de abril de 1910, o avião de Paulhan (um modelo mais novo do que o de Grahame-White) foi levado a Hendon, onde localiza-se atualmente o Royal Air Force Museum. Às 17h21 daquele dia, Paulhan partiu para Hampstead Cemetery, seu ponto de partida. Chegou lá dez minutos depois, voou para Harrow e começou a seguir a rota da estrada de ferro de Londres e do Norte. A empresa ferroviária preparou-se para o evento, indicando as travessias da linha correta para que os concorrentes seguissem. Paulhan foi seguido por um trem especial onde estavam sua mãe e Henry Farman. Espectadores também seguiram o carro.
Grahame-White tentou fazer um voo de teste mais cedo naquele dia, mas as grandes multidões dificultaram seus esforços e ele não conseguiu decolar. Após passar dois dias supervisionando a reconstrução de seu avião, hospedou-se em um hotel nas proximidades. Por volta das 18h10, foi acordado com a notícia de que Paulhan havia começado sua tentativa, e decidiu partir. Desta vez, ele não teve problemas para decolar. O motor do avião foi iniciado e às 18h29 da noite ele decolou pela linha de partida. Quase uma hora depois ele voou sobre Leighton Buzzard, enquanto Paulhan estava passando sobre Rugby. Quando a noite se aproximou, Grahame-White pousou seu avião em um campo próximo à linha ferroviária em Northamptonshire. Quinze minutos depois, Paulhan chegou a Lichfield, onde após 117 milhas (188 quilômetros) percorridos em sua jornada, ele ficou sem combustível. Ele conseguiu pousar o avião em um campo perto da estação ferroviária de Trent Valley. O avião foi amarrado e Paulhan passou a noite em um hotel próximo. Grahame-White ficou na casa de um amigo. Ambos os aviadores pretendiam decolar novamente às 3h do dia seguinte.

"Eu gritei e eu cantei. Não acho que minha voz seja particularmente fascinante, mas ninguém parece se importar com isso no ar. Uma tempestade desabou por vinte minutos enquanto eu estava na vizinhança de Rugby. Felizmente, estou preparado para voar na chuva e, apesar de desconfortável, não teve efeito sobre o meu voo. Eu continuei voando a um ritmo constante, embora minha altitude variasse bastante."

Louis Paulhan
Ainda cerca de sessenta milhas (cem quilômetros) atrás do francês, Grahame-White tomou a decisão de fazer um voo noturno. Guiado pelos faróis dos carros, decolou às 2h50. Em poucos minutos no ar, enquanto ele se inclinava para uma posição confortável, o casaco bateu no interruptor de ignição do motor e acidentalmente desligou o mesmo, mas ele rapidamente corrigiu seu erro e conseguiu continuar. Usando as luzes das estações ferroviárias para orientar seu curso através da noite, em quarenta minutos ele alcançou a cidade de Rugby e às 3h50 passou por Nuneaton. Apesar de fazer um bom progresso, Grahame-White estava carregando uma grande quantidade de combustível e óleo, e seu motor não era potente para fazer o avião ganhar altitude. Decepcionado, ele pousou em Polesworth, a cerca de 107 milhas (172 quilômetros) de Londres e apenas a dez milhas de distância de Paulhan. Poucos minutos depois, o francês, que não sabia da desistência de Grahame-White, retomou sua jornada. Passou por Stafford às 4h45 da madrugada, por Crewe às 5h20 e pousou nos Campos de Barcicroft, próximo a Didsbury, a menos de cinco milhas do escritório do Daily Mail em Manchester às 5h32 da madrugada, vencendo o concurso. Grahame-White foi notificado da vitória de Paulhan, e alegadamente gritou "Senhoras e senhores, o prêmio de dez mil libras foi conquistado por Louis Paulhan, o melhor aviador que o mundo já viu. Comparado com ele, sou apenas um novato. Três saudações para Paulhan!" Grahame-White foi dormir, deixando seus mecânicos repararem seu avião e enviou um telegrama para Paulhan, felicitando seu rival por sua conquista. Grahame-White tentou retomar sua jornada para Manchester e chegou a Tamworth, mas depois abandonou o voo.

### Apresentação final

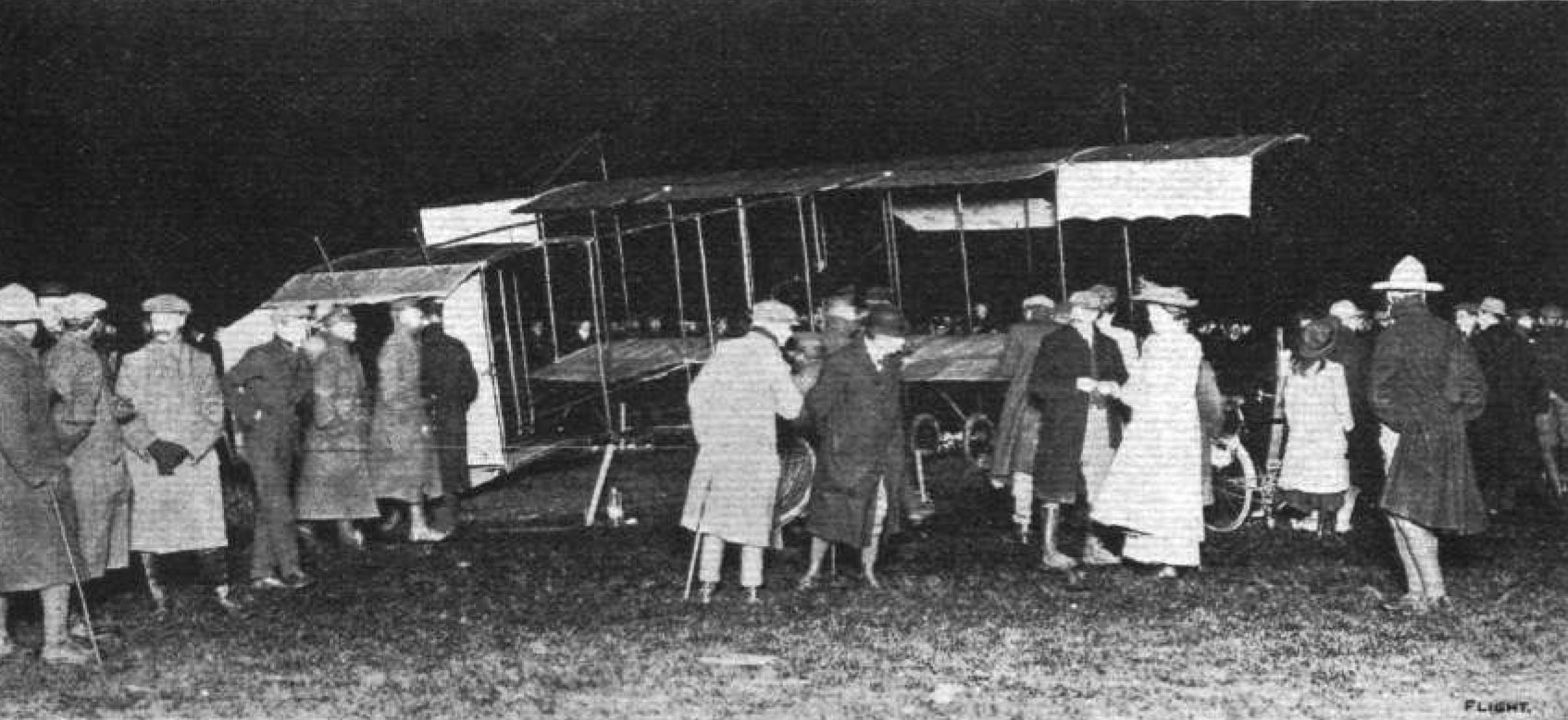
Avião de Paulhan em Lichfield, na manhã do dia 27 de abril.

Paulhan recebeu seu prêmio, uma caixa de ouro contendo um cheque de dez mil libras em 30 de abril de 1910, durante um almoço no Savoy Hotel, em Londres. O evento foi presidido pelo editor do Daily Mail Thomas Marlowe e participou também, entre outros, o embaixador francês Paul Cambon. Grahame-White recebeu como prêmio de consolação uma tigela de prata branca com rosas vermelhas e brancas.

"Estou na Inglaterra pela segunda vez e devo dizer que em nenhum país que visitei já recebi uma recepção mais cordial. Eu acredito sinceramente que a vitória também pertence ao brilhante e corajoso Sr. Grahame-White. Estou orgulhoso de ter tido ele como meu rival nesta batalha do ar. Em nome dos aviadores tanto da França como de todos os outros países, agradeço o grande jornal inglês Daily Mail, que, por seus magníficos prêmios, deu um inestimável estímulo à ciência da aviação e contribuiu mais do que qualquer outra agência para a conquista do ar."

Louis Paulhan

## Legado
Este evento foi a primeira corrida aérea de longa distância do mundo. Também marcou a primeira decolagem noturna de um avião. A decisão de Grahame-White provou que a decolagem noturna, o voo e a navegação eram possíveis, desde que o piloto pudesse relacionar sua posição com o chão. Grahame-White fez isso com a ajuda de amigos, um dos quais ligou os faróis do carro na parede de uma casa. A chegada de Paulhan em Didsbury foi notável por ser o primeiro voo de um avião motorizado em Manchester. Sua conquista é lembrada por uma placa azul, fixada na parede de uma casa na Paulhan Road.
Após algumas semanas da vitória de Paulhan, o Daily Mail ofereceu um novo prêmio de dez mil libras para o primeiro aviador que cumprisse um circuito de mil quilômetros na Grã-Bretanha em um dia, com 11 paradas obrigatórias em intervalos fixos. O desafio foi completado por M. Beaumont em 26 de julho de 1911, em aproximadamente 22 horas e meia. Paulhan e Grahame-White competiram novamente mais tarde em 1910, pelo prêmio do periódico de mil libras para o maior voo de cross-country, o qual Paulhan ganhou novamente.
O 25º aniversário do voo foi celebrado no Aero Club of France, em Paris, no dia 16 de janeiro de 1936. Estavam presentes no banquete Paulhan e Grahame-White, juntamente com o ministro do ar francês Victor Denain, o príncipe e presidente da Federação Aeronáutica Internacional George Valentin Bibescu, Harold Perrin e vários outros dignitários notáveis, bem como aviadores e engenheiros, como Farman, Voisin, Breguet, Caudron, Bleriot e Anzani.
Paulhan repetiu o voo de Londres para Manchester, desta vez como passageiro a bordo de um Gloster Meteor, primeiro avião a jato britânico. Depois de viajar a 400 mph (644 km/h), o francês de 67 anos disse: "É magnífico... Foi tudo que eu já sonhei na aviação, sem hélices, sem vibração". Nesta data, o Daily Mail homenageou-o no Royal Aero Club em Londres, onde foi acompanhado por seu ex-rival, Claude Grahame-White.